# 챔피언스 하키 리그
챔피언스 하키 리그(영어: Champions Hockey League)는 유럽의 1부 아이스하키 토너먼트다. 26개 클럽, 6개 리그, 국제 아이스하키 연맹 (IIHF)이 2014-15 시즌에 시작한 이 토너먼트에는 유럽 전역에서 최고 팀이 참가한다.